# Parmaturus melanobranchus
Parmaturus melanobranchus es una especie de peces de la familia Scyliorhinidae en el orden de los Carcharhiniformes.

## Morfología
• Los machos pueden llegar alcanzar los 85 cm de longitud total.

## Hábitat
Es un pez de mar que vive entre 540-810 m de profundidad.

## Reproducción
Es ovíparo.

## Distribución geográfica
Se encuentra en el Mar de la China Meridional.